# Rhopalostroma gracile
Rhopalostroma gracile är en svampart som beskrevs av D. Hawksw. & Whalley 1985. Rhopalostroma gracile ingår i släktet Rhopalostroma och familjen kolkärnsvampar.   Inga underarter finns listade i Catalogue of Life.